# Lara Salden
Lara Salden (* 29. Januar 1999 in Bree) ist eine belgische Tennisspielerin.

## Karriere
Salden spielt größtenteils auf der ITF Women’s World Tennis Tour, auf der sie bisher sechs Turniersiege im Einzel und 22 im Doppel erringen konnte. Im August 2022 hatte sie zunächst ihre Karriere beendet, spielt jedoch seit April 2023 wieder Turniere.

## Turniersiege

### Einzel
| Nr. | Datum            | Turnier            | Kategorie   | Belag             | Finalgegnerin        | Ergebnis      |
| --- | ---------------- | ------------------ | ----------- | ----------------- | -------------------- | ------------- |
| 1.  | 14. Juli 2018    | Knokke             | ITF $15.000 | Sand              | Hanna Kubarawa       | 6:2, 7:5      |
| 2.  | 26. August 2018  | Wanfercée-Baulet   | ITF $15.000 | Sand              | Lucie Wargnier       | 6:0, 6:3      |
| 3.  | 2. Dezember 2018 | Milovice           | ITF $15.000 | Hartplatz (Halle) | Nefisa Berberović    | 4:6, 6:4, 7:5 |
| 4.  | 9. Dezember 2018 | Jablonec nad Nisou | ITF $15.000 | Teppich (Halle)   | Magdaléna Pantůčková | 6:3, 3:6, 6:4 |
| 5.  | 8. November 2020 | Lousada            | ITF W15     | Hartplatz (Halle) | Susan Bandecchi      | 6:4, 6:3      |
| 6.  | 20. März 2022    | Gonesse            | ITF W15     | Sand (Halle)      | Sofia Samavati       | 6:2, 7:66     |

### Doppel
| Nr. | Datum              | Turnier                    | Kategorie   | Belag             | Partnerin            | Finalgegnerinnen                       | Ergebnis          |
| --- | ------------------ | -------------------------- | ----------- | ----------------- | -------------------- | -------------------------------------- | ----------------- |
| 1.  | 25. August 2017    | Wanfercée-Baulet           | ITF $15.000 | Sand              | Chelsea Vanhoutte    | Helena Jansen Figueras Francisca Jorge | 6:3, 7:63         |
| 2.  | 16. März 2018      | Gonesse                    | ITF $15.000 | Sand (Halle)      | Camille Sireix       | Suzan Lamens Luna Meers                | 7:65, 2:6, [11:9] |
| 3.  | 23. März 2018      | Le Havre                   | ITF $15.000 | Sand (Halle)      | Camille Sireix       | Tayisiya Morderger Yana Morderger      | 2:6, 6:2, [10:7]  |
| 4.  | 24. August 2018    | Wanfercée-Baulet           | ITF $15.000 | Sand              | Camille Sireix       | Michaela Boev Catherine Chantraine     | 6:2, 6:3          |
| 5.  | 2. Dezember 2018   | Milovice                   | ITF $15.000 | Hartplatz (Halle) | Darja Kruschkowa     | Dagmar Dudlakova Joanna Zawadzka       | 6:0, 6:2          |
| 6.  | 10. August 2019    | Koksijde                   | ITF W25     | Sand              | Kimberley Zimmermann | Suzan Lamens Anna Pribylowa            | 6:1, 63:7, [11:9] |
| 7.  | 28. September 2019 | Clermont-Ferrand           | ITF W25     | Hartplatz (Halle) | Ulrikke Eikeri       | Lou Brouleau Ioana Loredana Roșca      | 6:1, 6:4          |
| 8.  | 31. Oktober 2020   | Lousada                    | ITF W15     | Hartplatz (Halle) | Susan Bandecchi      | Claudia Giovine Angelica Moratelli     | 6:4, 6:3          |
| 9.  | 21. November 2020  | Las Palmas de Gran Canaria | ITF W25     | Sand              | Kimberley Zimmermann | Suzan Lamens Eva Vedder                | 6:1, 6:3          |
| 10. | 5. März 2021       | Manacor                    | ITF W25     | Hartplatz         | Réka Luca Jani       | Anna Bondár Tereza Mihalíková          | 6:4, 7:5          |
| 11. | 26. September 2021 | Wiesbaden                  | ITF W80     | Sand              | Anna Bondár          | Arianne Hartono Olivia Tjandramulia    | 6:79, 6:2, [10:4] |
| 12. | 13. August 2022    | Koksijde                   | ITF W25     | Sand              | Magali Kempen        | Amelie Van Impe Hanne Vandewinkel      | 6:2, 6:2          |
| 13. | 3. Juni 2023       | Troisdorf                  | ITF W25     | Sand              | Sofia Costoulas      | Tilwith Di Girolami Chiara Scholl      | 7:64, 6:4         |
| 14. | 11. November 2023  | Iraklio                    | ITF W40     | Sand              | Daniela Vismane      | Oana Gavrilă Sapfo Sakellaridi         | 6:4, 6:3          |
| 15. | 9. Dezember 2023   | Monastir                   | ITF W25     | Hartplatz         | Magali Kempen        | Katharina Hobgarski Sapfo Sakellaridi  | 65:7, 6:4, [10:4] |
| 16. | 20. Januar 2024    | Monastir                   | ITF W35     | Hartplatz         | Ema Kovacevic        | Oana Gavrilă Yasmine Mansouri          | 3:6, 6:1, [10:8]  |
| 17. | 10. Februar 2024   | Edgbaston                  | ITF W50     | Hartplatz (Halle) | Magali Kempen        | Ali Collins Yuriko Miyazaki            | 7:66, 6:2         |
| 18. | 1. Juni 2024       | La Marsa                   | ITF W35     | Hartplatz         | Magali Kempen        | Katarína Kužmová Radka Zelníčková      | 6:4, 7:65         |
| 19. | 28. Juni 2024      | Palma del Río              | ITF W50     | Hartplatz         | Martyna Kubka        | Rutuja Bhosale Sophie Chang            | 6:2, 6:1          |
| 20. | 10. August 2024    | Koksijde                   | ITF W35     | Sand              | Magali Kempen        | Laura Böhner Fūna Kōzaki               | 6:4, 6:0          |
| 21. | 16. August 2024    | Ourense                    | ITF W50     | Hartplatz         | Martyna Kubka        | Matilde Jorge Anna Rogers              | 3:6, 6:3, [10:8]  |
| 22. | 31. August 2024    | Meerbusch                  | ITF W50     | Sand              | Magali Kempen        | Gina Dittmann Vivien Sandberg          | 6:3, 6:0          |